# 切列米西诺沃
切列米西诺沃（羅馬化：Cheremisinovo）是俄罗斯库尔斯克州的市级镇、切列米西诺沃区行政中心，地处库尔斯克州东北部，在州府库尔斯克东北方，东距顿河流域内贝斯特拉亚索斯纳河一支流季姆河（Тим）不远。镇内设有同名铁路车站。
该地2021年人口有3,109人；2010年人口3,812；2002年人口4,075；1989年人口4,805。